# Rothilena griswoldi
Espèce
Rothilena griswoldi est une espèce d'araignées aranéomorphes de la famille des Agelenidae.

## Distribution
Cette espèce est endémique de Basse-Californie du Sud au Mexique,. Elle se rencontre à San Isidro-La Purísima et à Carambuche dans la municipalité de Comondú.

## Description
Le mâle holotype mesure 5,13 mm et la femelle paratype 5,63 mm. Les mâles mesurent de 4,25 à 5,88 mm et les femelles de 5,63 à 6,5 mm.

## Étymologie
Cette espèce est nommée en l'honneur de Charles Edward Griswold.

## Publication originale
- Maya-Morales & Jiménez, 2013 : Rothilena (Araneae: Agelenidae), a new genus of funnel-web spiders endemic to the Baja California peninsula, Mexico. Zootaxa, no 3718, p. 441-466.